# Desintermediación informativa
Desintermediación informativa es un término en español que hace referencia a la eliminación de intermediarios en la transmisión de información. Este concepto suele referirse al impacto de Internet y las tecnologías digitales en los modelos tradicionales de difusión de información. Implica la transmisión directa de información desde el productor hasta el consumidor, sin necesidad de los canales o intermediarios tradicionales.
En la era de Internet, las personas pueden obtener información directamente a través de plataformas en línea, redes sociales, blogs y otros canales digitales, prescindiendo de las instituciones de noticias tradicionales, editoriales u organizaciones intermedias. Esta tendencia ha generado una transformación en la circulación de la información, haciendo que sea más fácil, rápida y accesible la producción, difusión y acceso a la información.

## Definiciones
La desintermediación informativa es un cambio radical en la difusión de información, impulsado por Internet y la tecnología digital. Elimina intermediarios como medios de comunicación o instituciones, permitiendo a los usuarios acceder, producir y compartir información directamente. 
Esto democratiza el acceso a la información y empodera a las personas para generar contenido sin necesitar aprobación de intermediarios. Ha descentralizado el control sobre la narrativa informativa y desafiado la credibilidad de fuentes tradicionales, dando voz a perspectivas diversas en el ámbito público. En resumen, redefine cómo se produce, distribuye y accede a la información en la era digital.

## Características principales
La desintermediación informativa se caracteriza por la eliminación o reducción significativa de intermediarios en la transmisión de información. Sus rasgos fundamentales incluyen:
1. Acceso directo: Facilita a los usuarios el acceso directo a la información sin depender de intermediarios como medios de comunicación tradicionales o instituciones establecidas.[7]
2. Producción descentralizada: Permite a individuos y comunidades generar contenido y compartir conocimientos sin requerir la aprobación o validación de intermediarios.[1]
3. Diversidad de fuentes: Amplía el abanico de fuentes informativas disponibles, alentando la aparición de nuevas perspectivas y voces diversas en el panorama informativo.
4. Democratización de la información: Promueve un acceso más equitativo a la información, permitiendo que una mayor cantidad de personas contribuyan y accedan a conocimientos sin barreras geográficas o institucionales.[8]
5. Transformación en la difusión: Modifica la manera en que la información se distribuye y se consume, alejándose de los modelos tradicionales y fomentando un intercambio más dinámico y descentralizado.

## Impacto en la sociedad y la comunicación
La desintermediación informativa ha generado un impacto significativo en la sociedad y la comunicación:
1. Democratización del acceso: Ha democratizado el acceso a la información, permitiendo a individuos de diversas procedencias acceder a una amplia gama de fuentes informativas sin depender de intermediarios.[9]
2. Participación activa: Facilita la participación activa de las personas en la creación y difusión de contenidos, transformando a los consumidores pasivos en productores activos de información.[10]
3. Diversificación de perspectivas: Ha diversificado las fuentes de información, desafiando la supremacía de las fuentes tradicionales y ampliando la variedad de voces y opiniones disponibles para el público en general.[11]

## Críticas y controversias
A pesar de sus beneficios, la desintermediación informativa no está exenta de críticas y controversias:
1. Calidad y veracidad: La abundancia de información sin filtro puede llevar a la difusión de contenidos poco confiables o incluso falsos, lo que plantea desafíos para la veracidad y calidad de la información disponible.[1]
2. Fragmentación informativa: La diversidad de fuentes puede generar fragmentación informativa, donde los usuarios se enfrentan a burbujas de información que refuerzan sus propias perspectivas y limitan la exposición a opiniones divergentes.
3. Desigualdad digital: A pesar del acceso generalizado a la información, persisten brechas digitales que limitan la capacidad de ciertos grupos o regiones para beneficiarse plenamente de la desintermediación informativa, generando así desigualdades en la participación y acceso a la información.[12]